# Billy Armstrong
Pour les articles homonymes, voir Armstrong.
Billy Armstrong est un acteur britannique émigré aux États-Unis, né le 14 janvier 1891 à Bristol (Angleterre), mort le 1er mars 1924 à Sunland (comté d'Inyo) (États-Unis).

## Biographie
Il est mort de la tuberculose.

## Filmographie partielle
- 1915 : Charlot débute (His New Job) de Charles Chaplin
- 1915 : Charlot boxeur (The Champion) de Charles Chaplin
- 1915 : Charlot dans le parc (In the Park) de Charles Chaplin
- 1915 : Le Vagabond (The Tramp) de Charles Chaplin
- 1915 : Charlot à la plage (By the sea) de Charles Chaplin
- 1915 : Charlot apprenti (Work) de Charles Chaplin
- 1915 : Mam'zelle Charlot (A Woman) de Charles Chaplin
- 1915 : Charlot garçon de banque (The Bank) de Charles Chaplin
- 1915 : Charlot marin (Shanghaied) de Charles Chaplin
- 1916 : Charlot cambrioleur (Police) de Charles Chaplin
- 1918 : Les Avatars de Charlot (Triple Trouble) de Charles Chaplin et Leo White
- 1923 : When Knights Were Cold
- 1923 : The Extra Girl de F. Richard Jones